# Romantična književnost
Romantična književnost označuje po vsej Evropi in Ameriki razširjeno književnost med razsvetljenstvom in realizmom, ki je prevladovala od začetka do srede 19. stoletja. Njeni začetki segajo v zadnja desetletja 18. stoletja (predromantika), njene zadnje razvojne faze pa v sredo in 2. polovico 19. stoletja (postromantika).
Romantika je bila do neke mere odziv na razsvetljenstvo in racionalizem. Poudarila je čustveno, individualno, subjektivno, iracionalno, domiselno, spontano. Prihajalo je do poglobljene presoje naravnih lepot, poveličevanja čustev, poudarjanja človekove osebnosti in njegovega razpoloženja, osredotočanja na svoje strasti in notranje boje. To je čas, ko se pojavita zanimanje za ljudsko kulturo in narod ter nagnjenje do eksotičnega, skrivnostnega, okultnega.

## Izvor imena
Ime za romantiko izvira iz besede »roman«. Ta je v poznem srednjem veku pomenil pustolovsko zgodbo o dogodivščinah srednjeveških vitezov, napisano v prozi, ki gradi na fantaziji in čustvu. Poudarjal je predvsem posameznikova junaška in eksotična dejanja, kar je bilo v nasprotju s klasično obliko literature. Od tod so se v 17. stoletju razvili angleški izraz »romantic«, francoski »romanesque« in nemški »romantisch«, pomenili pa so »kot v romanu«, to je nekaj manjvrednega, kar ni resnično, ampak izmišljeno, domišljijsko, fantastično. V Angliji je izraz »romantic« sredi 18. stoletja dobil pozitiven prizvok. Odslej je označeval predvsem nežno čustvenost in plemenito melanholijo. V Nemčiji so ga leta 1800 spremenili v ime za novo književno smer. Po letu 1800 se je s tem pomenom razširil še v druge evropske države.

## Nastanek romantike
Že od srede 18. stoletja naprej so različna kulturna gibanja po Evropi napovedovala gibanje, znano kot romantika. Pomemben predhodnik romantike je bil francoski pisatelj in filozof Jean-Jacques Rousseau. Poudarjal je svobodno izražanje čustev in predstavil je tudi idejo, da je svobodno izražanje ustvarjalnega duha bolj pomembno kot strogo spoštovanje formalnih pravil in tradicionalnih postopkov. 
Ta nov poudarek na pristnih čustvih je videti tudi v nekaterih predromantičnih delih, npr. Richardsonovem romanu Pamela. 
Romantična književnost je nastala kot izraz novega, industrijskega meščanstva v Angliji. Idejnega začetnika je dobila v Rousseauju in njegovi zahtevi po vrnitvi k naravi ter pozneje dozorela v Nemčiji. K širjenju in poglabljanju romantike je prispeval zlasti viharni čas (viharništvo), ki se je začel s francosko meščansko revolucijo leta 1789 z gesli o bratstvu, enakosti in svobodi vseh ljudi. Na nastanek romantike je vplivala v dveh smereh: najprej z odmevom, ki so ga imele po Evropi njene ideje o svobodi posameznika, nato pa še z razočaranjem, ki so ga čutili nekateri predstavniki književnega življenja. Francoski revoluciji so sledili Napoleonovi osvajalni pohodi, po njegovem zlomu pa reakcija starih sil - te so s trdimi policijskimi režimi skušale povrniti staro stanje. 
Svobodoljubne ideje so odločilno spremenile evropsko zgodovino in sprožile narodnoosvobodilna gibanja in upore: protiavstrijsko gibanje karbonarjev za združitev Italije, upor dekabristov proti trdemu in zaostalemu režimu v Rusiji, poljsko vstajo in prelomno, revolucionarno leto 1848. 
V spremenjenih družbenih razmerah je nastajala nova miselnost. Zavrnila je razsvetljensko vero v vsemogočnost razuma ter klasicistično urejen, skladen svet. Zaradi razočaranja nad meščansko družbo začnejo iskati smisla življenja v naravi.
Na tej podlagi se je začela romantika v Angliji in Nemčiji razvijati že malo pred 1800, nekoliko pozneje pa tudi v Franciji. Romantika je imela v literaturi svoj izvor v francoski revoluciji. V drugih evropskih deželah (Italija, Poljska, Rusija) pa se je udomačila šele po letu 1815, ko so z nastopom restavracije oživeli ideali francoske revolucije. Poleg francoske revolucije je bila eden glavnih političnih in družbenih dejavnikov, ki so vplivali na romantične pesnike zgodnjega 19. stoletja v Angliji, tudi industrijska revolucija.
Drugo fazo romantike je zaznamovalo pospešeno zanimanje za kulturni nacionalizem, nacionalno poreklo, kar dokazuje predvsem zbiranje in posnemanje folklore, ljudskih balad in pesmi, ljudskih plesov in glasbe ter srednjeveških in renesančnih del.

## Razširjenost
Romantika je zajela skoraj vse evropske književnosti in prešla v različna nacionalna, socialna, politična in kulturna okolja. Tu se je prepletla s političnimi in ideološkimi gibanji, ki so bila odmev francoske revolucije ali pa reakcija nanjo.
- Nemčija: V Nemčiji se je romantika dokončno razvila sredi 90. let 18. stoletja v starejši romantični šoli. Prva faza romantičnega gibanja je bila zaznamovana z inovacijami tako po vsebini kot tudi literarnem slogu, preobremenjenostjo z mistiko, podzavestjo in nadnaravnim. Friedrich Hölderlin, Jean Paul, Ludwig Tieck in Friedrich Schlegel ter zgodnja dela Johanna Wolfganga von Goetheja spadajo v prvo fazo.  Na razvoj evropske romantike so vplivali predvsem s teoretičnimi, literarnozgodovinskimi in prevodnimi spisi. Zunaj obeh teh šol sta ostala najpomembnejša predstavnika nemške romantike:  pripovednik E. T. A. Hoffmann in pesnik Heinrich Heine.

- Anglija: Tu se je romantika pojavila skoraj sočasno z nemško, leta 1790, z objavo dela Williama Wordswortha in Samuela Taylor Coleridgea, Lyrical Ballads. Predgovor v drugi izdaji te knjige, kjer je opisana poezija kot spontani presežek močnih čustev, je postal manifest angleškemu romantičnemu gibanju v poeziji. Tretji glavni pesnik zgodnje faze gibanja v Angliji je bil William Blake. Ti prvotni avtorji so bili pod vplivom idej francoske revolucije, nato pa jim je leta 1810 sledila nova romantična generacija: pesnik George Noel Gordon Byron, Percy Bysshe Shelley, John Keats in pripovednik Walter Scott. Zlasti Byron in Scott sta odločilno vplivala na razmah romantike v Evropi. Walter Scott je začetnik zgodovinskega romana. Kot stranski proizvod so nastala tudi dela, ki se ukvarjajo z nadnaravnim in groznim, kakršno je recimo delo Mary Shelley,  Frankenstein. Tudi Thomas De Quincey, William Hazlitt in sestre Bronte so pomembno vplivali na razvoj angleške romantične književnosti.

- Francija: Francoska romantika se je razvijala po letu 1820. Do njene zakasnitve pride zaradi klasicistične tradicije in političnih razmer. V revolucionarni Franciji sta bila glavna pobudnika za romantiko Rene de Chateaubriand in gospa de Stael, ki sta poskušala vplivati na ostale z zgodovinskimi in teoretičnimi spisi. Pomemben romantični pesnik je bil Victor Hugo, romantično dramatiko pa je zastopal romanopisec Alexandre Dumas. Na razvoj sta vplivali nemška in angleška romantika. Nekateri francoski romantiki: Alfred de Musset, Alphonse de Lamartine, Stendhal, Prosper Merimee, Théophile Gautier, Alfred de Vigny.

- Italija: Okoli leta 1815 se je začela pod vplivom nemških romantičnih načel tudi v Italiji razvijati romantična književnost. Najznačilnejši predstavniki, usmerjeni k nacionalnim, liberalnim in demokratičnim idealom, so bili pesnik, dramatik in pripovednik Alessandro Manzoni, Foscolo, Leopardi in Alfieri.

- Poljska: Na Poljskem se je romantika razvijala v podobnih razmerah kot so bile italijanske. Njeni najpomembnejši predstavniki so Adam Mickiewicz, Juliusz Słowacki in Zygmunt Krasinski.

- Norveška: Na Norveškem je bil začetnik romantične književnosti Henrik Wargeland. S svojo poezijo, ki obravnava jezikovno vprašanje, je dosegel kulturno osvoboditev Norveške iz Københavna, tako da danes velja za nacionalni simbol Norveške.

- Rusija: Nastala je šele po koncu Napoleonovih vojn. Vrh je dosegla v delu A. S. Puškina in M. J. Lermontova, ki sta ustvarila rusko romantično liriko, pripovedništvo in dramatiko. Pomemben ruski predstavnik je tudi A. S. Gribojedov.

- Španija:  Najpomembnejši španski pesnik tega obdobja je José de Espronceda. Španska romantika je vplivala tudi na razvoj regionalnih književnosti. Na primer, v Kataloniji in Galiciji pride do nacionalnega preloma, saj začnejo avtorji pisati v lokalnih jezikih. Takšna sta bila katalonski pisatelj Jacint Verdaguer in galicijski Rosalia de Castro, ki je bil ključni narodni buditelj lokalnega gibanja.

- Druge romantike: Romantika je postala važna struja tudi v književnosti ostalih evropskih narodov: v danski (pripovednik in pravljičar Hans Christian Andersen), švedski (pesnik Esaias Tegner), češki (Karel Hynek Macha, Karel Jaromír Erben, Josef Kajetán Tyl, Václav Bolemír Nebeský, Karel Sabina, Josef Václav Frič) in drugih. Preko angleške romantike pa je našla odmev tudi v ameriški književnosti (pripovednik Washington Irving, pesnik in pripovednik Edgar Allan Poe).

Slovanskim romantikom je bilo skupno povezovanje osebnega in narodnega, nekakšno tesno sožitje ljudskega in umetnega slovstva. Pri nekaterih, zlasti manjših narodih, se je leposlovna književnost šele z romantiko uveljavila kot prava besedna umetnost -  to velja tudi za slovensko književnost.

## Romantika na Slovenskem
Obdobje slovenske romantike se začne leta 1830 s Francetom Prešernom. Pomembno spremembo na literarnem področju označuje Krajnska čbelica, almanah, ki je izšel petkrat (1830, 1831, 1832, 1834 in 1848). Urejal ga je Miha Kastelic ob Čopovi in Prešernovi spodbudi. Osrednji pesnik almanaha je  bil Prešeren. V 1. almanahu je Prešeren med drugim objavil tudi naslednje pesmi: Lenora, Zdravljica, Povodni mož in Slovo od mladosti. 
Jernej Kopitar je hotel, da bi v slovenskem jeziku nastajala literatura predvsem za preproste ljudi. S svojimi idejami je naletel na odpor pri mlajši romantični generaciji. Prešeren in Matija Čop sta namreč trdila, da je treba v slovenščini pisati tudi za izobražence. Matija Čop je bil prvi slovenski književni kritik, literarni teoretik in literarni zgodovinar. 
V času romantike se je med slovanskimi narodi razširilo gibanje, imenovano panslavizem. Mali slovanski narodi naj bi opustili svoj jezik in misel na svojo politično samostojnost in bi se zbrali ob največjem slovanskem narodu - Rusih. Na podlagi panslavizma se je pri Hrvatih porodilo ilirsko gibanje. Iliristi so predvidevali, da bi Slovenci opustili svoj jezik in prevzeli ilirskega. V Sloveniji se je za ideje ilirizma navdušil Stanko Vraz. Bil je pesnik, pripovednik, zbiralec ljudskih pesmi, književni kritik, potopisec, prevajalec ter pisec člankov o jeziku in narodnih običajih. V zgodnjih letih svojega ustvarjanja je skušal nekaj pesmi objaviti v Kranjski čbelici, vendar ga zaradi zahteve, da se v knjižni jezik pripusti tudi štajerščino, čbeličarji niso sprejeli. Zato se je leta 1837 odločil, da preneha pisati v slovenščini, in je pisal v hrvaškem jeziku.
Slovenska romantika je bila zelo pomembno literarno obdobje, čeprav se je od literarnih zvrsti uveljavila le lirika. Prešeren je uporabljal mnoge, dotlej v slovenski književnosti neuporabljene literarne vrste:  romanco (Hčere svet), sonet (Sonetje nesreče), gloso (Glosa) in gazelo (Gazele). Poleg teh oblik je uporabljal tudi satiro (Nova pisarija), elegijo (Slovo od mladosti), balado (Neiztrohnjeno srce) in epigram (Metelčica).

## Temeljne značilnosti
- razklanost med stvarnostjo in idealom (stvarnost se jim zdi slaba, saj prinaša nesrečo in zlo);
- romantični avtorji menijo, da se idealna resničnost skriva v notranjosti vsakega posameznika, zato poudarjajo posameznikovo notranje življenje, čustva, strast in razpoloženje;
- zanikanje strogih klasicističnih pravil o vsebini in obliki književne zvrsti, namesto tega pa terjanje popolne ustvarjalne svobode;
- umikanje iz stvarnosti v domišljijo, ki se opaja s slikovitostjo narave, preteklih časov in izjemnih pojavov;
- zanimanje za ljudsko slovstvo, njegovo preprosto in neposredno prirodnost;
- nasprotovanje izumetničeni plemiški kulturi pa tudi civilizaciji nastajajoče industrije in kapitalističnega meščanstva;
- upiranje avtoritetam, tradiciji in nasilju vladajočega socialnega in političnega reda, ker dušijo svoboden razmah posameznikovih naravnih nagnjenj.

## Vsebinske in formalne poteze
Književnost romantike ni enotna literarna smer, ki bi v vseh evropskih književnostih uveljavila popolnoma enaka vsebinska načela, iste ideje, čustva in snovi. Pač pa so romantikom skupne nekatere splošne značilnosti nazora o življenju, človeku in svetu. 
Romantiki so namesto razsvetljenske poučnosti kot vrednoto uveljavljali čustva, posameznikovo razpoloženje in domišljijo, zato v tem obdobju prevladujejo sledeče teme in motivi: osamljenost plemenitega posameznika, minljivost človeškega bitja v primerjavi z neskončnostjo narave, ljubezen kot največja življenjska vrednota, hrepenenje po svobodi in upor zoper vsakršno nasilje. 
Romantične književne osebe so po značaju, duhu in zunanji podobi izjemni ljudje, pogosto jih nosijo silna čustva in strasti. Boleče občutijo neskladje med duhovnimi vrednotami oziroma ideali in stvarnostjo. Stvarnost (vsakdanje življenje, sedanjost, socialne in politične razmere, usoda, smrt) se jim zdi slaba, ker prinaša nesrečo, razočaranja in zlo. Idealna resničnost, ki tej stvarnosti nasprotuje, se po mnenju romantikov skriva v notranjosti vsakega posameznika, v njegovih nagnjenjih, strasteh, čustvih, spominih, upih, domišljiji in hrepenenju. Z družbenim okoljem se spopadajo ali pa se iz njega razočarano umikajo v svet domišljije in čustev, v spomine na srečnejšo preteklost, v svetove fantazije in sanj, v religioznost ali v naravo.  Romantični junak se je po pomoč zatekal v naravo ali celo v smrt - samomor je bila pogosta rešitev romantičnih junakov.

## Lirika, epika in dramatika
Oblike in zvrsti, ki jih v času romantike uveljavljajo v liriki, pripovedništvu in dramatiki, so precej različne. Vsi romantiki menijo, da mora oblika nastati iz subjektivnega doživetja, ki se razlikuje glede na čas in razmere, nacionalno in socialno okolje, individualno razpoloženje in talent, pa tudi idejo in motiviko. Svojemu doživetju primerne oblike si iščejo v preteklih književnih pojavih in jih prenašajo v lastna dela. Po zglede segajo v orientalske književnosti (perzijska, arabska, indijska), antiko, srednji vek (trubadurska lirika), renesanso (Petrarka), viteška epika, (Shakespeare), predvsem pa ljudsko slovstvo (lirske pesmi, balade, romance, pravljice). Tu zajemajo ne samo oblike, temveč tudi snovi in ideje, zmeraj pa jih spreminjajo v skladu z lastnim doživetjem. Pogosto ustvarjajo popolnoma izvirne, svobodne oblike in zvrsti (posebno v pripovedništvu in epskem pesništvu, pa tudi v liriki in dramatiki).

### Lirika
Ker se romantična književnost ukvarja predvsem s človekovim notranjim svetom, njegovimi idealnimi težnjami in čustvi, ima vodilno vlogo v tem obdobju lirika, ki je v primerjavi s klasicistično izrazito čustvena in razpoloženjska, pogosto tudi socialna in politična. Pesniški jezik postane metaforično bogatejši, lirske prvine so pogoste tudi v pripovedništvu in dramatiki. Pesnik je po njihovem mnjenu posrednik med naravnim in nadnaravnim, prerok in voditelj ljudstva, zato je v pesmih pogosto izražen kult pesniškega poklica.

### Epika
Evropska romantika je v prozi gojila pripovedne vrste, različne po obsegu, obliki in vsebini. Od kratkih zgodb in pripovedk so prek novel in daljših povesti segle do obsežnih oblik romana. Nastajala je subjektivna romantična proza z deli, ki so prikazovala individualno usodo in duševnost romantičnega junaka. Pogosta so bila tudi pripovedna dela, v katerih je prišlo do izraza romantično nagnjenje do silovitih dogodkov, okolij in pojavov (pustolovsko, zgodovinsko ali fantastično pripovedništvo). 
Po vsebini in problematiki je romantično pripovedništvo možno deliti v več pripovednih tipov. Iz 18. stoletja je podedovalo zvrst individualno psihološkega romana (Johann Wolfgang von Goethe – Trpljenje mladega Wertherja). Prav tako segajo v predromantiko zarodki romantičnega fantastičnega in grozljivega pripovedništva (Aleksander Sergejevič Puškin – Pikova dama, E. T. A. Hoffman – Hrestač in mišji kralj). Nov pripovedni tip se pojavi z zgodovinskim romanom, kjer se zgodovina prepleta s pustolovsko, ljubezensko ali socialno kritično zgodbo (Walter Scott – Ivanhoe, Victor Hugo – Notredamski zvonar, Alessandro Manzoni – Zaročenca). Pustolovske in čustvene sestavine pa so združene tudi v romantičnem socialnem romanu (Victor Hugo – Nesrečniki).
V prozni pripovedi je usoda romantičnega junaka ali skupnosti prikazana s slikovitimi dogodki in napetim dogajanjem. Iz poudarjenega zanimanja za preteklost se razvijejo krajše oblike pripovedi in pustolovski, zgodovinski roman, iz romantičnega individualizma gradi sentimentalni roman in pravljica.
Poleg lirskih pesmi je romantika gojila tudi epsko pesništvo - epske zvrsti v verzih (epsko-lirske pesnitve, povesti v verzih in romantične romane v verzih).  Razlikovale so se po obsegu: romanca in balada sta bili večinoma krajši pesmi, večji obseg so imele tako imenovane povesti v verzih (Aleksander Sergejevič Puškin – Jevgenij Onjegin; France Prešeren – Krst pri Savici; Mihail Jurjevič Lermontov – Demon; George Noel Gordon Byron – Romanje grofiča Harolda). Prve obsežnejše so bile epske pesnitve, pisane po zgledu srednjeveških ali renesančnih epov. Posebna oblika obsežne epske pesnitve je bil romantični roman v verzih.

### Dramatika
Romantika se je v dramatiki uveljavljala z manjšim uspehom kot v liriki in pripovedništvu. Ustvarila je številne drame z različnim obsegom, vsebino in obliko (Johan Ludwig Tieck – Obuti maček, Cesar Oktavijan; George Noel Gordon Byron – Kajn, Werner, Manfred; Percy Bysshe Shelley – Osvobojeni Prometej; Alexandre Dumas – Henrik III. in njegov dvor; Victor Hugo – Cromwell; Alfred De Musset – Z ljubeznijo se ni šaliti; Adam Mickiewicz – Praznik mrtvih; Aleksander Sergejevič Puškin – Boris Godunov, Kamniti gost; Mihail Jurjevič Lermontov – Maškarada). Po motiviko zanje je segla v ljudsko slovstvo (pravljice, pripovedke, bajke), v antično književnost in mitologijo, srednjeveško in renesančno literaturo, v zgodovino, pa tudi v sodobne razmere. Zgodovinske prvine so se pogosto svobodno prepletale z domišljijskimi. Tako so nastale pravljične, legendarne, ljubezenske, pustolovske in individualno psihološke igre. Tudi v dramatiki se dramske prvine združijo z lirskimi in epskimi. Te pogosto prevladujejo nad dramatsko osnovo. V nasprotju s klasicizmom, ki je gojil čisto tragedijo in komedijo, je romantika poznala predvsem mešane vrste: tragikomedijo, melodramo, dramsko pesnitev.

## Razvoj in konec
Čeprav je bil nastanek romantike v evropskih književnostih različen, je skoraj povsod - razen v Nemčiji in Angliji, kjer se je razvila najprej - dosegla vrh v dvajsetih letih 19. stoletja. Po letu 1830 se v Franciji, Angliji, Nemčiji in Rusiji pojavijo prvi zarodki realizma. Vendar je romantika še zmeraj vidna književna smer, ki jo nadaljujejo najpomembnejši še živeči predstavniki ali pa manj značilni nasledniki. Pogosto se prepleta z novimi pojavi realizma. V štiridesetih letih postaja njen pomen zmerom manjši. Gibanje romantike kot žive literarne smeri se konča okoli leta 1850, ko začne zmagovati realizem in se v liriki pojavijo zarodki novoromantične smeri. Ta sicer nadaljuje nekatere značilnosti romantike, vendar jih v marsičem tudi spreminja. Najbolj zapozneli primeri romantike so se v evropskih književnostih pojavljali še v drugi polovici 19. stoletja.